# サイヨーク郡
座標: 北緯14度6分56秒 東経99度8分40秒 / 北緯14.11556度 東経99.14444度
サイヨーク郡（サイヨークぐん）はタイ中部（東部）カーンチャナブリー県の郡（アムプー）の一つ。

## 名称
サイヨークとは「ガジュマルが動く」と言う意味である。

## 歴史
世界でもっとも西にあるクメール遺跡、ムアンシン歴史公園があることからサイヨークはクメール王朝の支配する街があったと考えられる。
アユタヤ王朝時代の『三印法典』によれば、サイヨークは機内の第四級国で、オークムアン・ポンカブリーと呼ばれる官吏が置かれ、統治されていた。
第二次世界大戦中にはクウェー川沿いに泰緬鉄道の建設が行われた所の一つで、もっとも多くの被害者を出したとされるヘルファイアー・パスもサイヨークにある。泰緬鉄道は戦後一部が取り払われたが、現在の終着点はサイヨーク郡内に存在する。

## 地理

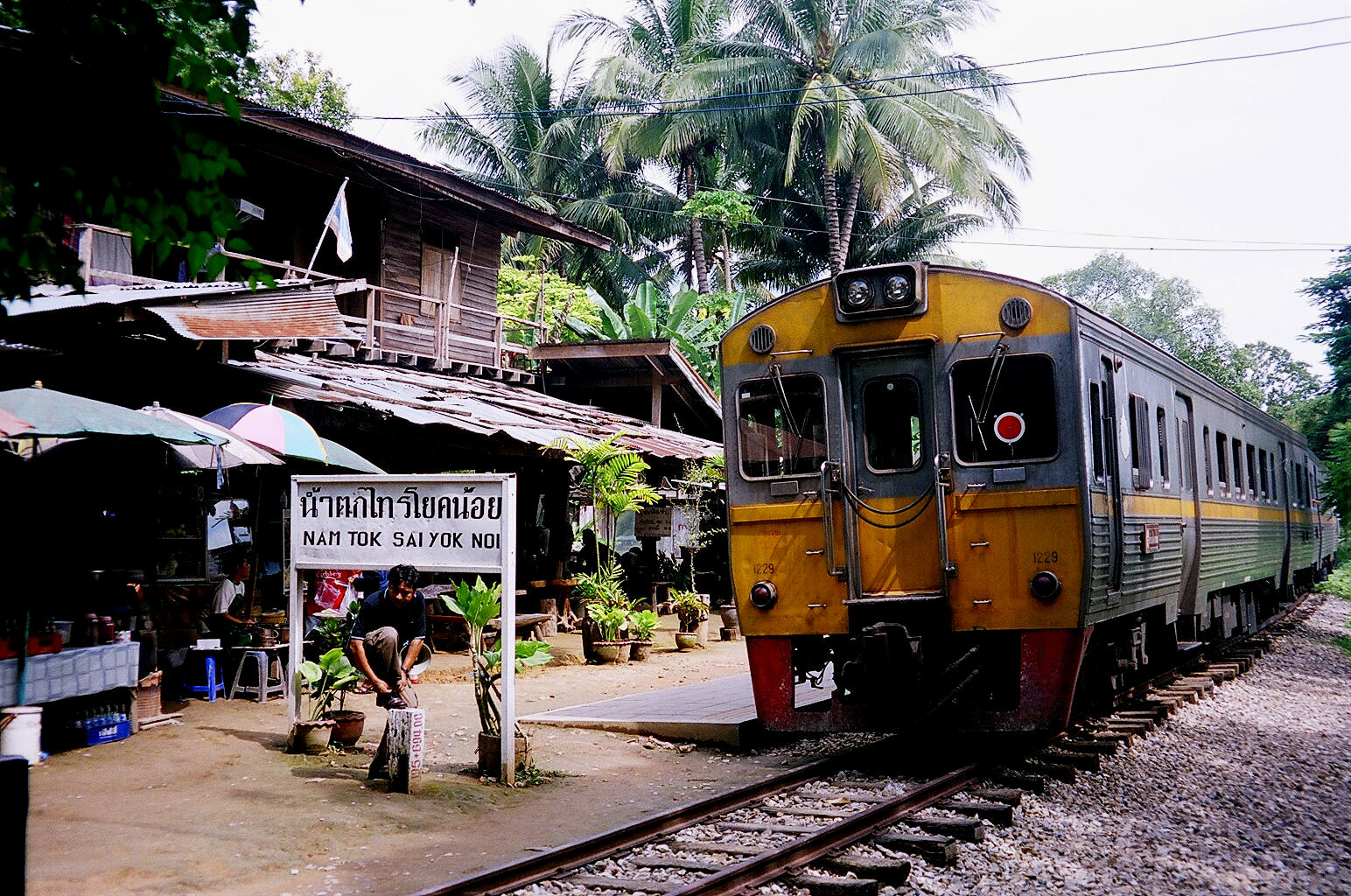
ナムトックサイヨーク駅

サイヨーク郡はクウェーノーイ川中流の地域に広がっており、南西の山地にはミャンマーとの国境が広がる。郡は東部森林地帯にありユネスコの世界遺産（自然遺産）に登録されたトゥンヤイ-ファイ・カ・ケン野生生物保護区の緩衝地帯であるサイヨーク国立公園が位置する。

## 交通
交通は、タイ国鉄のいわゆる泰緬鉄道の現在の終着点、ナムトックサイヨーク駅がある。
国道323号線が北方と東西方面に伸びている交通の要衝である。
北にはサンクラブリー郡の国境の町スリー・パゴダ・パス、東にはカーンチャナブリー県のカーンチャナブリー、西にはミャーンマーとの国境線ボーンティーを通じてミャンマー・タニンダーリ管区のダウェイとつながっている。

## 経済
郡内の主要な産業は農業である。また、国立公園などが設置され自然が豊かであることから、リゾートなどもある。

## 行政区分
サイヨーク郡は7のタムボンに分かれ、さらにその下位に55の村（ムーバーン）がある。郡内には2つの自治体（テーサバーン）が設置されており、以下のようになっている。
| No. | タムボン名   | タイ語名 | ムーバーン数 | 人口   | 郡内のテーサバーンタムボン（タムボン自治体）名   |  |
| --- | ------------ | -------- | ------------ | ------ | ------------------------------------------------ |  |
| 1.  | ルムスム     | ลุ่มสุ่ม     | 10           | 8,715  | テーサバーンタムボン・ルムスム                   |  |
| 2.  | ターサオ     | ท่าเสา    | 11           | 11,331 | テーサバーンタムボン・ナムトックサイヨークノーイ |  |
| 3.  | シン         | สิงห์      | 6            | 4,478  | -                                                |  |
| 4.  | サイヨーク   | ไทรโยค   | 9            | 8,847  | -                                                |  |
| 5.  | ワンクラチェ | วังกระแจะ | 9            | 7,283  | -                                                |  |
| 6.  | シーモンコン | ศรีมงคล   | 6            | 7,144  | -                                                |  |
| 7.  | ボーンティー | บ้องตี้     | 4            | 3,894  | -                                                |  |